# Słupia (Petite-Pologne)
Pour les articles homonymes, voir Słupia.
Słupia est une localité polonaise de la gmina de Jodłownik, située dans le powiat de Limanowa en voïvodie de Petite-Pologne.